# Bistolida nanostraca
Bistolida nanostraca is een slakkensoort uit de familie van de Cypraeidae. De wetenschappelijke naam van de soort is voor het eerst geldig gepubliceerd in 2012 door Lorenz & Chiapponi.